# Nahita
Nahita (arab. ناحتة) – miejscowość w Syrii, w muhafazie Dara. W 2004 roku liczyła 7789 mieszkańców.